# Seznam katolických novin a časopisů
Toto je neúplný seznam katolických novin a časopisů.

## A
- Acta Apostolicae Sedis
- Acta Curiae
- AD (časopis)
- Adalbert: měsíčník královéhradecké diecéze

## B
- Budoucnost církve: časopis pro podporu pastorace mládeže

## Č
- Časopis katolického duchovenstva

## D
- Duha (časopis)

## E
- Espero Katolika

## H
- Hlasy svatohostýnské

## I
- In!

## J
- Jezuité: O A M D G

## K
- Karmel: časopis Řádu bratří Panny Marie Karmelské se sídlem v Kostelním Vydří
- Katolické noviny
- Katolický týdeník
- Katolski Posoł
- Katolícke noviny

## L
- Listy svatohostýnské

## M
- Mezinárodní katolická revue Communio
- Mezinárodní report: zpravodajství z katolického světa
- Milujte se!

## N
- Na hlubinu
- Nezbeda (časopis)[1][2]

## P
- Pozdrav ze Křtin

## R
- RC Monitor
- Regina: časopis pro oživení duchovního života prostřednictvím mariánských zjevení
- Revue Salve
- Revue Theofil
- Rosa mystica: časopis pro vnitřní život
- Rozsevač

## Ř
- Řád: časopis pro ochranu nenarozeného života a informace z církve

## S
- Salve (časopis)
- Skleněný kostel
- Studia theologica
- Studie (časopis)
- Světlo (katolický týdeník)

## T
- Tarsicius (časopis)
- Te Deum (časopis)
- Teologické texty
- Tygodnik Powszechny

## V
- Via – časopis pro teologii

## Z
- Zdislava (časopis)